# Berlin Brigade
Berlin Brigade (Brigata di Berlino in lingua inglese) è il nome assunto da due formazioni militari di due paesi diversi, Stati Uniti e Regno Unito, che presidiarono il settore occidentale della capitale tedesca di Berlino dopo la resa della Germania nazista nella seconda guerra mondiale.
Il presidio della ex-capitale durante la Guerra fredda serviva ad assicurare la sicurezza di Berlino Ovest e garantire il libero esercizio dei poteri garantiti agli Alleati occidentali dagli accordi di Potsdam senza interferenze da parte dell'Unione Sovietica o delle autorità della Repubblica Democratica Tedesca che governavano il settore orientale della città.
La Berlin Brigade, che fu coinvolta nelle numerose, drammatiche crisi di Berlino sorte durante la Guerra fredda, rimase attiva fino al 1989, anno della caduta del Muro di Berlino e la conseguente riunificazione della Germania.
Le due formazioni ebbero i nomi di:
- US Army Berlin Brigade (per lo United States Army)
- British Troops Berlin (dal 1947 al 1965), poi Berlin Brigade fino allo scioglimento (per il British Army)[1].

Ad esse si affiancò una formazione francese denominata Forces Françaises à Berlin

## US Army Berlin Brigade

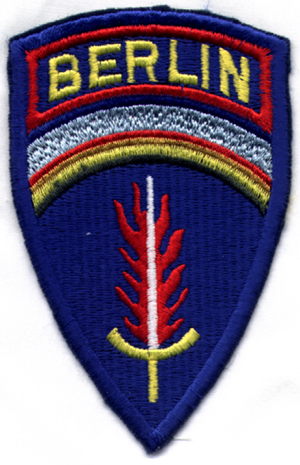
Scudetto da manica della Berlin Brigade del United States Army.

La Berlin Brigade statunitense venne creata a partire dal 6º Reggimento Fanteria, organizzato su gruppi da combattimento. Successivamente assunse una struttura su tre battaglione di fanteria e due compagnie corazzate, oltre a vari reparti di supporto.

## British Troops Berlin

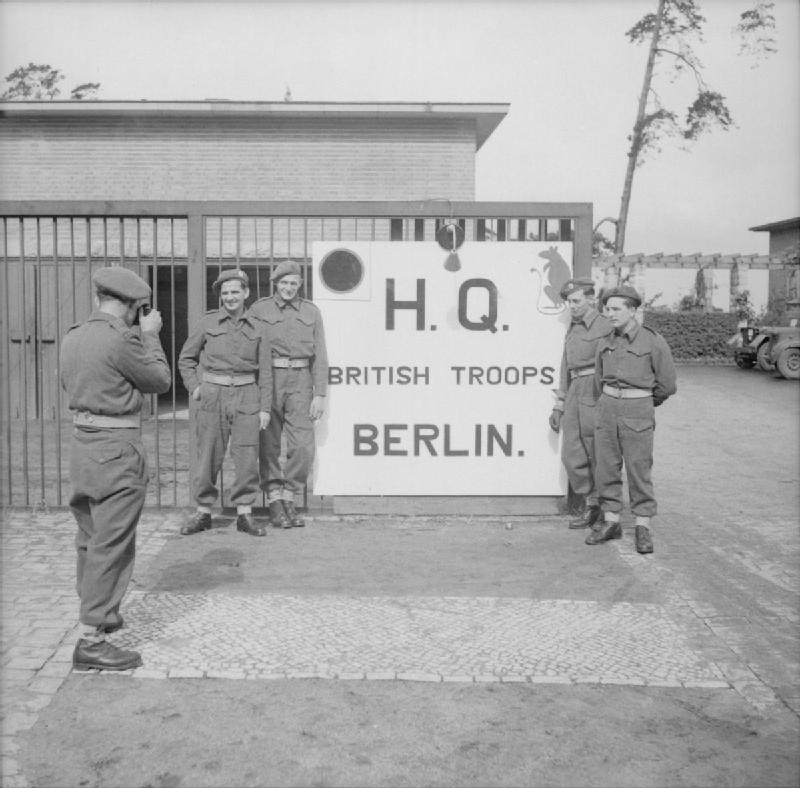
Il primo quartier generale inglese a Berlino nel 1945.

La prima unità britannica ad entrare in città fu la 7th Armoured Division, i famosi topi del deserto, che organizzò il Quartier Generale britannico della città. Poi venne creata la brigata, formazione facente parte del BAOR. In essa erano inquadrate come unità di supporto anche una compagnia trasporti, la 62 Squadron (Berlin) Royal Corps of Transport , ed una del REME (Royal Electrical and Mechanical Engineers), il 14 Berlin Field Workshop REME, acquartierate alle Alexander Barracks, Hohenzollernring, Spandau, vicino al carcere dove venne detenuto Rudolf Hess. La brigata inquadrò a rotazione vari battaglioni di fanteria dei reggimenti del British Army e di unità blindate. Altre unità specialistiche erano presenti a Berlino ma non inquadrate nella brigata, per cui dipendevano dal separato HeadQuarter Berlin.

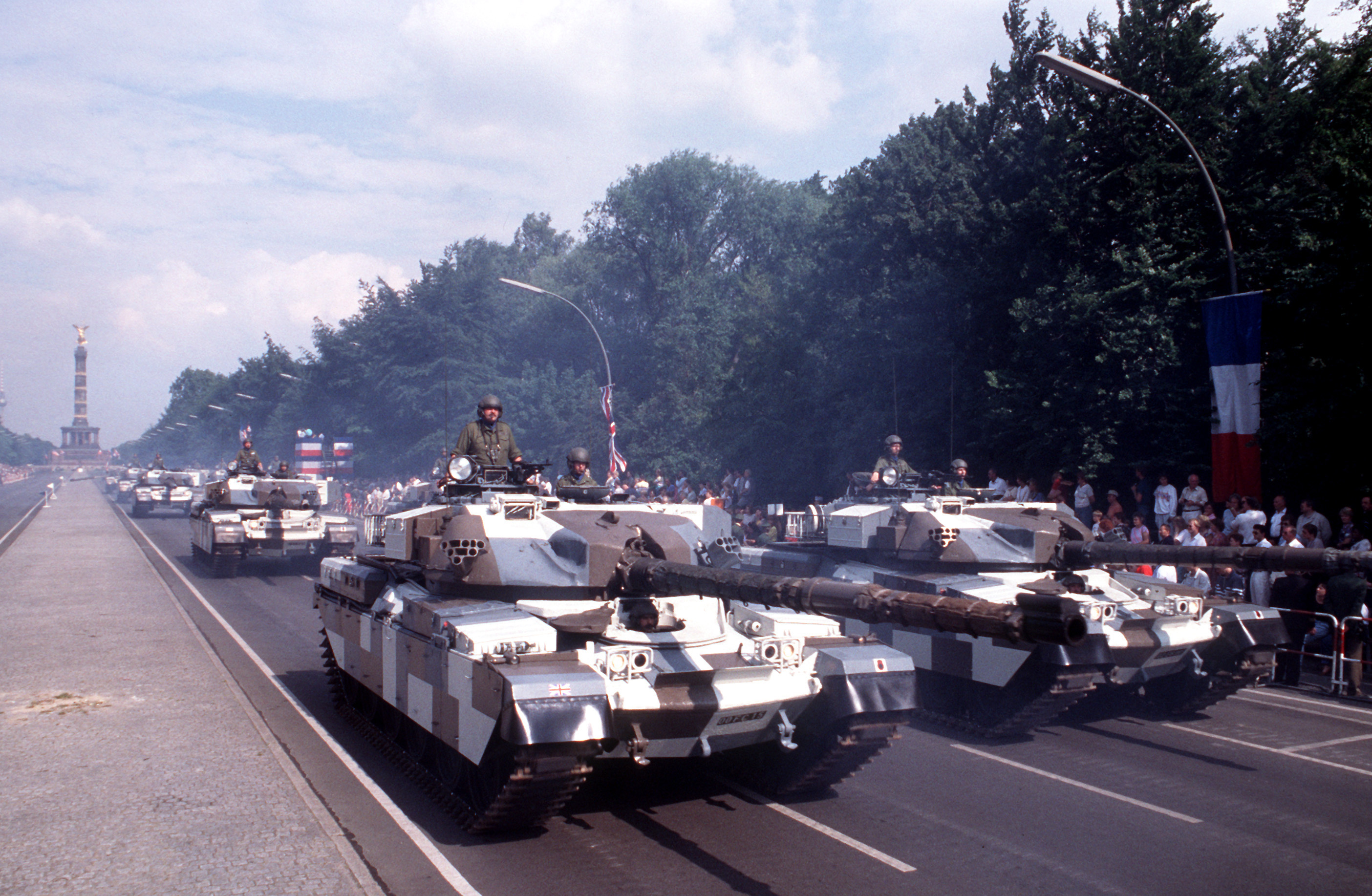
Chieftain del British Army dello squadrone corazzato di Berlino, prendono parte alla parata dell'Allied Forces Day nel giugno 1989.

Al suo servizio vi erano anche aree addestrative come la ASU Ruhleben, una piccola area addestrativa con edifici, una chiesa ed un paio di carrozze della U-Bahn dove i reparti si addestravano con munizioni a salve per il combattimento urbano, o il BMH Berlin, British Military Hospital. Alle Brooke Barracks, dedicate a sir Alan Brooke, si diedero il cambio diversi battaglioni di fanteria che a turno vennero assegnati alla brigata, iniziando dal 2nd Bn Royal Scots Fusiliers nel febbraio 1948, fino al 1st Bn Gordon Highlanders, ritirato nell'agosto 1993.

Lo stemma da spalla della Berlin Brigade del British Army. Non esiste una versione ufficiale del suo significato; ufficiosamente il buco nero rappresentava le truppe alleate circondate dalle truppe sovietiche (il cerchio rosso intorno).

Il quartier generale interforze delle forze britanniche a Berlino, HeadQuarter Berlin, era posto in Ratzeburger Allee, in una strada a fondo cieco vicino alla Reichstrasse, Charlottenburg, ed all'altra estremità della Reichstrasse c'era una unità delle trasmissioni (Royal Signal Corps).  Invece il QG di brigata era inizialmente a Lancaster House, in Fehrbelliner Platz nel distretto di Wilmersdorf, ma nel 1954 venne trasferito alle Stadium Barracks, in prossimità dello Stadio Olimpico, ed ospitava oltre al Berlin Brigade HQ il 229 Signal Squadron (compagnia trasmissioni), la BRIXMIS (missione britannica di collegamento interalleato) nel periodo 1946-1991 che non era inquadrata nella brigata, la 955 Car Company RASC dal 1947, il 2 Regt RMP (Royal Military Police), l'89 SIS RMP e la 3 Int & Sy Coy Int Corps (una compagnia di intelligence inquadrata nel Int & Sy Gp Germany, in seguito 1 MI Battalion). Un'altra sede furono le Montgomery Barracks, che ospitarono un battaglione di fanteria dal febbraio 1948] (1st Bn Worcestershire Regiment) al luglio 1992 (1st Bn Royal Welch Fusiliers). Sempre a Spandau si trovavano le Smuts Barracks, sede di una compagnia corazzata dotata all'epoca del ritiro del contingente di carri Chieftain, l'ultima fu il C Squadron, The 14th/20th King Husars (1989-1993), ed in costante stato di allerta come forza di reazione rapida; in questa sede si trovava anche il Sapper Berlin Field Squadron (38 Fd Sqn RE), piccola compagnia specialistica di genieri. Un altro battaglione di fanteria era acquartierato alle Wavell Barracks, in origine Schmidt-Knobelsdorf-Kaserne, e l'ultimo fu il 1st Bn Queens Lancashire Regt, ritirato nell'agosto 1994.

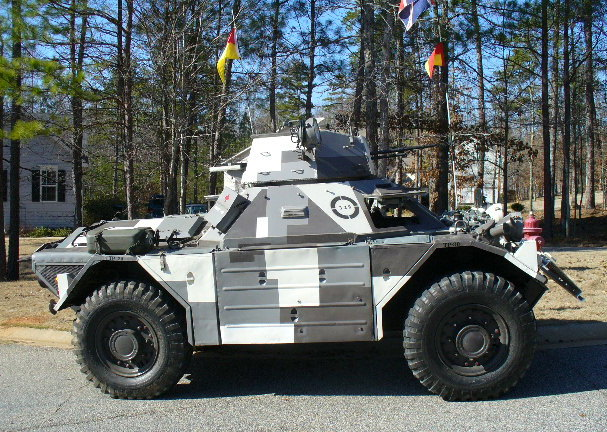
I veicoli, blindati e non, di stanza nella città erano dipinti con una livrea mimetica urbana sui toni del grigio, come questo Ferret.

Pertanto la forza terrestre disponibile era di tre battaglioni di fanteria, una compagnia corazzata e reparti minori di genio e trasmissioni. Completavano il dispositivo i reparti di manutenzione e supporto non inquadrati nella brigata ma direttamente nello HQ Berlin, da cui dipendeva anche RAF Gatow, l'aeroporto protagonista insieme a Tempelhof e Tegel del ponte aereo per Berlino del 1948-1949.